# Horatia Stopford
Horatia Charlotte Frances Stopford, född 16 maj 1835, död 6 februari 1920, var en brittisk hovfunktionär. Hon var hovdam åt drottning Viktoria av Storbritannien mellan 1857 och 1901. 
Hon tillhörde Viktorias favoriter. Jane Loftus, Harriet Phipps och Horatia Stopford beskrivs som drottningens tre "agenter" bland hovdamerna; på grund av sin personliga vänskap med Viktoria anlitades dessa tre ofta som mellanhänder då någon ville övertala Viktoria om något.